# Elsdon
Elsdon är en ort och civil parish i Storbritannien.   Den ligger i grevskapet och kommunen Northumberland i riksdelen England, i den centrala delen av landet, 400 km norr om huvudstaden London. Elsdon ligger 167 meter över havet och antalet invånare är 242.
Terrängen runt Elsdon är platt söderut, men norrut är den kuperad. Elsdon ligger nere i en dal. Runt Elsdon är det ganska glesbefolkat, med 26 invånare per kvadratkilometer. Närmaste större samhälle är Rothbury, 15,0 km nordost om Elsdon. Trakten runt Elsdon består i huvudsak av gräsmarker.